# エスエイティーティー
エスエイティーティー株式会社は1986年に駿台予備学校を中心とした駿台グループの一員として設立された企業である。社名はSundai Advanced Teaching Technologyの頭文字から命名される。当初はおもに、駿台予備学校の生徒用CAIコースウェアを中心にAuthorwareをツールとして制作していたが、CD-ROMコンテンツを中心とした法人向け教材の制作へと展開し、eラーニングへと活動の場を広げる。20年以上教育にたずさわり、eラーニングに関するコンサルティングやシステム構築、eラーニング教材の開発等を行っている。

## 事業内容
- 学習管理システム（LMS）の開発
- クラウド型eラーニングシステム「学び～と」の販売
- 学習教材をはじめとするコンテンツの開発
- ソフトウェアの開発・販売・導入支援
- アドビ認定トレーニングセンター「m-School」の運営
- 学校向け保健管理システムの開発
- システムマイグレーション

## 沿革
- 1986年 - エスエイティーティー株式会社設立。
- 1994年 - 「駿台CAI大学入試センター試験」CD-ROM販売開始。
- 2003年 - オープンソースの学習管理システム「Attain2」公開。
- 2004年 - アドビ認定トレーニングセンター「m-School」開校。
- 2005年 - 経済産業省公募の平成17年度「草の根 eラーニング・システム整備事業」受託。
- 2006年 - 経済産業省公募の平成18年度「草の根 eラーニング・システム整備事業」受託。
- 2007年 - オープンソースの学習管理システム「Attain3」公開。eラーニングASPサービス「ZERO」発表。
- 2008年 - さわれる電子POP「SATT タッチPOP」発表。
- 2009年 - ビデオ＋プレゼンテーション教材作成ソフト「smart PREO」、クイズ教材作成ソフト「smart QUTE」発表。
- 2010年 - クラウドサービス「i-Strada」発表。フリーウェアの学習管理システム「smart FORCE」公開。
- 2011年 - 第5回 医療系大学 e-ラーニング全国交流会に参加。制作・販売パートナーとして、ソフトバンクテレコム株式会社と協業開始。制作・販売パートナーとして、アクロスゲートグローバルソフトウェア株式会社と協業開始。第2回 教育ITソリューションEXPO（eラーニングワールド）に出展。SCORM技術者（旧SCORMアセッサ）資格7名取得。テスト・クイズ教材作成ソフト「smart QUTE 2（スマートキュート2）」発売開始。
- 2012年 - 企業向けビジネス研修サービス「bizsmile（ビズスマイル）」公開。ヒューマンキャピタル2012に出展。「smart FORCE ASP」サービス開始。
- 2013年 - ミャンマーにSATTヤンゴン支社を設立。情報セキュリティマネジメントシステム（ISMS）の認証（ISO/IEC 27001:2005 および JIS Q 27001:2006）を取得。スライド講義型教材作成ソフト「smart TLEC（スマートトレック）」発売開始。ビデオ＋プレゼンテーション教材作成ソフト「smart PREO 2（スマートプレオ2）」発売開始。ミャンマー ヤンゴン支社を開設。ミャンマー企業と業務提携し、オフショア開発および人材育成事業を開始。
- 2015年 - アルプ株式会社の全株式を取得,ビデオ＋プレゼンテーション教材作成ソフト「smart PREO 3（スマートプレオ3）」発売開始。
- 2016年  - 第7回 教育ITソリューションEXPOに出展。  - クラウド型eラーニングシステム「学び～と（まなび～と）」サービス開始。  - ラーニングテクノロジー 2016に出展。  - テスト・クイズ問題作成ソフト「smart QUTE 3（スマートキュート3）」発売開始。  - 講義型教材作成ソフト「smart TLEC 3（スマートトレック3）」発売開始。  - 関西教育ICT展に出展。
- 2017年  - 第8回 教育ITソリューションEXPOに出展。  - ラーニングイノベーション 2017に出展。

## 主な関連会社
- 駿台予備学校
- 駿河台大学
- アルプ株式会社
- SATT AIラボ株式会社
- SATT west株式会社